# Абузід Омар Дорда
Абузід Омар Дорда (4 квітня 1944 , Q12187740?  — 28 лютого 2022 , Каїр ) — генеральний секретар Вищого Народного Комітету (прем'єр-міністр) Лівії з 7 жовтня 1990 по 29 січня 1994 рр., постійний представник Лівії в Організації Об'єднаних Націй (1997—2003).

## Життєпис
У 1970—1972 рр. губернатор Місурати. Потім він займав пост міністра інформації та культури до 1974 року, а також заступник міністра закордонних справ, до 1976 року. У 1990 році він став прем'єр-міністром, а у 1997 він став постійний представником Лівії в ООН, був ним до 2003 року. 12 квітня 2009 року був призначений главою лівійської національної розвідки, замінивши Мусу Кусі.
31 березня 2011 року повідомлялося, що він втік до Тунісу, але ця інформація не підтвердилася. Був частиною наближеного кола Каддафі. Дорда був заарештований ПНС 11 вересня 2011 року. Під час затримання Дорда отримав важкі поранення (зламані обидві ноги) після падіння з вікна другого поверху в'язниці. Хоча його родина вважала, що він пережив замах на вбивство, чиновники в'язниці заявляли, що він намагався покінчити життя самогубством. Його звільнили в лютому 2019 року за станом здоров'я та він негайно виїхав до Тунісу.